# Magnus Holmgersson (Lejonbalk)
Magnus Holmgersson (Lejonbalk), var en svensk präst.

## Biografi
Magnus Holmgersson (Lejonbalk) var son till riddaren Holmger Magnusson (Lejonbalk) och Ingeborg. Han var mellan 1352 och 1358 kanik i Västerås och var 1354 kyrkoherde i Hultsjö församling.

### Egendom
Magnus Holmgersson ägde jord i Östra härad i Småland. Han ägde en gård i Börshult i Lemnhults socken, som han senare gav till sin bror Ulf Holmgersson (Lejonbalk).